# Rózsa Sándor (betyár)
Rózsa Sándor (Ruzsa Sándor) (röszkei–szegedi tanyavilág, 1813. július 16. – Szamosújvár, 1878. november 22.) az egyik leghírhedtebb és legkegyetlenebb magyar bűnöző, rablógyilkos, korabeli megfogalmazás szerint betyár. Harmincszoros sorozatgyilkos, emellett számos rablást is elkövetett.

## Élete

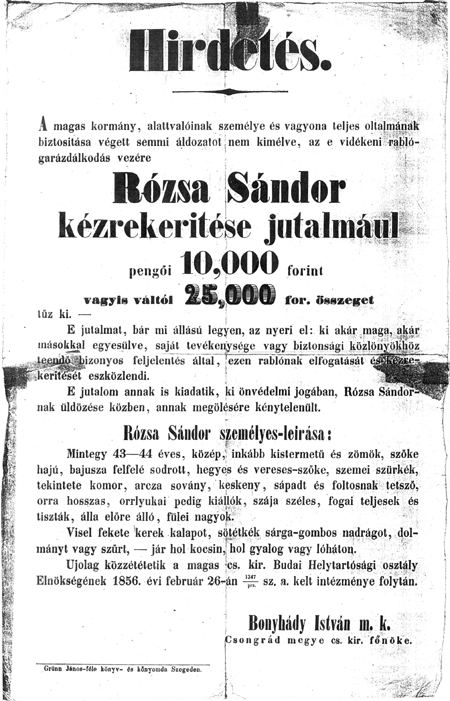
Díjkitűzési hirdetmény

Anyját Kántor Erzsébetnek hívták. Apját, Rózsa Andrást korán elveszítette, minthogy lólopásért felakasztották, más források szerint rablás közben Bácskán agyonütötték. Mindez nagy hatással volt életének további alakulására. Írástudatlan volt, de anyanyelvén kívül németül és szerbül is beszélt. Első bűntettét Kiskunhalas határában követte el. Darabos István gazdától két meddő tehén ellopása miatt 23 éves korában, 1836-ban indult ellene eljárás. Ekkor került a szegedi börtönbe. Szökése után futóbetyárrá lett, és hírhedt bűntettek sokasága kapcsolódott nevéhez.
Hatvan kitudódott bűnesete ismert. Harminc ártatlan embert, köztük csendőröket gyilkolt meg bestiális kegyetlenséggel, tanyákat rabolt ki, szarvasmarhákat, lovakat hajtott el. Mindezek miatt hosszú időn keresztül körözés alatt állt, és bujkált a hatóságok elől annak érdekében, hogy elkerülje a gaztetteiért járó jogos felelősségre vonást. Az Alföld hatalmas pusztáin, tanyáin bujkált, állítólag a Veszelka családnál talált gyakorta menedéket. 1845-ben kegyelmi kérvényt nyújtott be a királyhoz, miszerint szeretne becsületes életet élni, de elutasították.
1848. október 13-án a Honvédelmi Bizottmány amnesztiában részesítette, és 150 felfegyverezett lovassal szabadcsapatot alakíthatott. Szokatlan kinézetükkel és harcmodorukkal sikereket is arattak a szabadságharcban. November 17-én Asbóth Lajos ezredes az Ezeres nevű falu lefegyverzésére vezényelte ki Rózsa Sándor szabadcsapatát, akik kirabolták a falut, és 36 lakosát megölték. Emiatt Vukovics Sebő délvidéki kormánybiztos nemsokára feloszlatta a szabadcsapatot.
Rózsa Sándor Szeged környékén csikósnak állt és megnősült. A szabadságharc leverése után el akarták fogni, és bár sikerült elmenekülnie, de megint bujdosni kényszerült. Az a hír járta róla, hogy forradalmi szervezkedés irányítója, így elfogatása érdekében szokatlanul magas, 10 000 ezüst forint vérdíjat tűztek ki a fejére. Sokáig ennek ellenére sem sikerült kézre keríteni, mígnem 1857-ben komája, bizonyos Katona Pál szegedi tanyás gazda kiadta a pandúroknak. Tárgyalását 1859 februárjában tartották. Kötél általi halálra ítélték, de nem akartak mártírt csinálni belőle, és végül az ítélet életfogytig tartó börtön lett (Ferenc József aláírta a kegyelmi kérvényt). A büntetést Kufstein várában kezdte letölteni, szigorú őrizet alatt. Itt 1865-ig raboskodott, majd Theresienstadtban, később Péterváradon őrizték. 1868-ban amnesztiával szabadult. Felajánlkozott pandúrnak, de elutasították.

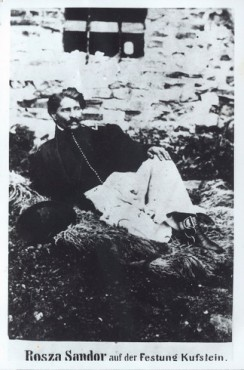
A kufsteini várban

Rózsa Sándor annyira híresen-hírhedt személyiség volt, hogy kufsteini rabsága alatt vasárnaponként pénzért lehetett megnézni a piactéren.[forrás?] Sokan akarták látni. Kufsteinben ő volt az egyetlen köztörvényes fogvatartott.[forrás?]
Kiszabadulása után Csonka Ferenc bandájához csapódott. Postakocsikat raboltak ki, de a vasút megtámadásával is próbálkoztak. Nevezetes a Kistelek melletti támadási kísérlete, melynek során háromszor próbálták megállítani a vonatot, végül a síneket felszedve siklatták ki. A támadás sikertelen volt, mert a banda a pénzszállító postakocsit akarta kifosztani, de ilyen nem volt a vonatba sorolva. A vonaton utazó katonák lövései után a betyárok elmenekültek vagy meghaltak. Ezután megindult a betyárvilág központi irányítású felszámolása, és Ráday Gedeon királyi biztos fogatta el Rózsát 1869. január 12-én. A per során 1872-ben 21 rendbéli rablás, 9 lopás és 1 rendbéli gyilkosság miatt életfogytiglani fegyházra ítélték. Másodfokon ezt halálbüntetésre súlyosbították, de a Kúria ismét életfogytiglanira enyhítette.
Idézet az ítélet hiteles példányából[forrás?]:

„4784 szám, 1874
Őfelsége a Király nevében.

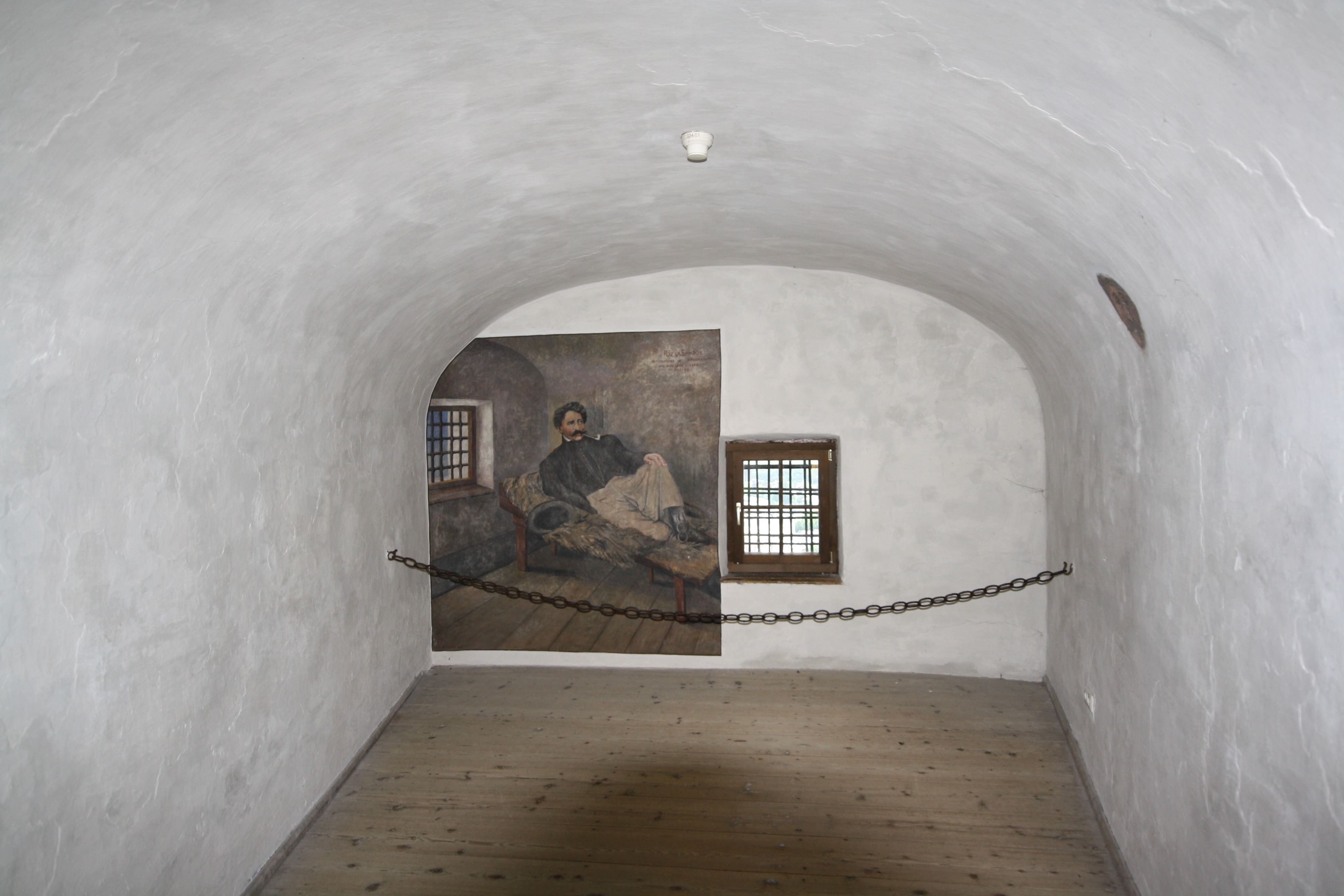
A kufsteini cellája (13. sz.)

A pesti Kir. itélő tábla Rablás és orgazdaság büntette miatt vádolt Rózsa Sándor és társai vádlottak ellen sommás úton letárgyalt bűnügyet – melyben az aradi kir. törvényszék kiküldött tanácsa 1872 évi december 24-én 5638/62 sz. kelt ítéletével Rózsa Sándor, Rózsa András, Tombácz Antal, Csonka Ferencz, Szabó Imre vádlottakat a rablás bűntettében mint közvetlen tetteseket bűnösöknek nyilvánította.
Rózsa Sándort
az 1872 évi 5358 sz. kelt ítélet, mellyel ifj Varga János kárára 1846 évben elkövetett rablás
az 1872 évi 5359 sz ítélet mellyel 1848 ban Kucsera Antal kárára elkövetett tolvajság
az 1872 évi 5360 sz itélet mellyel 1846 ban több makói lakos kárára elkövetett rablás”

Megjegyzés: 31 bűnesetet sorol fel ez a dokumentum, megnevezve hogy kinek a kárára követte el a rablásokat, tolvajlásokat.
Egy esetben szerepel gyilkosság is (1872 évi 5581 sz). Az utolsó eset pedig: „1872 évi 5637 sz ítélet alapján mellyel 1868 évi November hó 14-én és december hó 8 án vasúti társulat ellen a vaspálya sínéi felszedésével és a vonat megtámadásával elkövetett rablási kísérlet és rablás bűntettében bűnösnek már kimondatott – életfogytiglani börtönre…”. Majd folytatódik a bűntársak ügyeinek felsorolása.
1873. május 5-én Szamosújvárra került, ahol az 1267. törzskönyvi számon tartották fogva. A börtönben eleinte szabóként foglalkoztatták, később a betegeskedése miatt harisnyakötés volt a munkája. Egészsége azonban tovább romlott, és 1878. november 22-én gümőkórban halt meg a szamosújvári fegyházban.

## Emlékezete

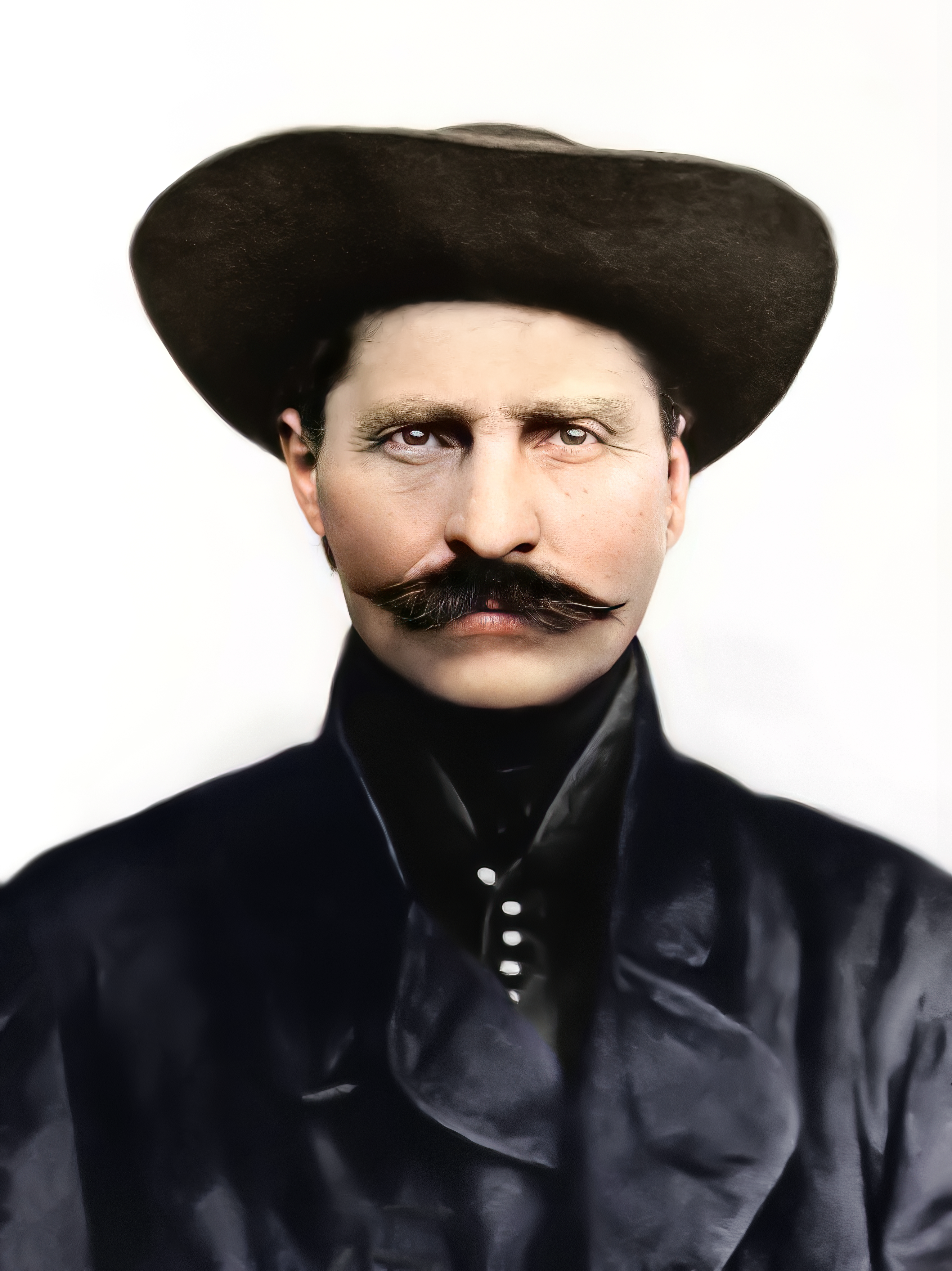
Rózsa Sándor fényképének színezett változata

Irodalmi és ponyvafeldolgozások már életében gaztettek egész sorát neki tulajdonítják; így például Fekete Miklós: Híres alföldi betyár Rózsa Sándor viselt dolgai (Pest, 1859); Rózsa Sándor élete és borzalmas rablásai c. ponyva (Pest, 1871); Rózsa Sándor a híres alföldi haramiavezér Élete és vakmerő kalandjai.
Irodalmi igényű feldolgozások (Krúdy Gyula, Móricz Zsigmond) mindegyike felhasználja Rózsa Sándornak a szájhagyományban és a ponyvákból ismert gaztetteit. Rémhíre oly messzire jutott, hogy a német ponyvairodalomban is megjelent. Rózsa Sándor alakjához kötődnek más betyárok által elkövetett rémtettek is.
Népballadai szereplőként való megjelenése másodlagos. A legkülönbözőbb balladákat énekelték nevével, de egyet sem lehet konkrétan vele azonosítani. A legközismertebb „Bakony erdő gyászban van, Rózsa Sándor halva van…” kezdetű, amelyet korábban különböző betyárok nevével énekeltek, közönséges kocsmai verekedés áldozatáról szól. A Dél-Alföldön, elsősorban Szeged környékén gazdag a Rózsa Sándorral kapcsolatos balladaköltészet.
1971-ben Móricz Zsigmond Rózsa Sándor a lovát ugratja című regénye alapján a Magyar Televízió 12 részes sorozatot mutatott be Rózsa Sándor életéről, Oszter Sándor főszereplésével és Szinetár Miklós rendezésében.
Cserna-Szabó András 2023-ban megjelent Sömmi című regényében dolgozza föl és át Rózsa Sándor életrajzát.